# Янссон, Понтус
Понтус Свен Густав Янссон (швед. Pontus Sven Gustav Jansson; род. 13 февраля 1991, Арлёв, Мальмёхус) — шведский футболист, центральный защитник клуба «Мальмё» и сборной Швеции. Участник чемпионатов Европы 2016 и 2020 годов, а также чемпионата мира 2018 года.

## Клубная карьера
Янссон — воспитанник клуба «Мальмё». В 2009 году для получения игровой практики он на правах аренды выступал за «ИФК Мальмё». 14 сентября в матче против «Юргордена» Понтус дебютировал в Аллсвенскан лиге. 15 мая 2010 года в поединке против «Мьельбю» он забил свой первый гол за «Мальмё». В том же сезоне Янссон помог клубу выиграть чемпионат. В 2013 году он во второй раз стал чемпионом страны, а также завоевал Суперкубок Швеции.
Летом 2014 года Понтус на правах свободного агента перешёл в итальянский «Торино». 19 октября в матче против «Удинезе» он дебютировал в итальянской Серии A. 30 апреля 2016 года в поединке против «Удинезе» Янссон забил свой первый гол за «Торино».
Летом 2016 года Янссон на правах аренды перешёл в английский «Лидс Юнайтед». 10 сентября в матче против «Хаддерсфилд Таун» он дебютировал в Чемпионшипе. 5 ноября в поединке против «Норвич Сити» Понтус забил свой первый гол за «Лидс Юнайтед». После окончания срока аренды Янссон остался в «Лидсе», заключив с клубом контракт на три года.
Летом 2019 года Янссон подписал контракт на 3 года с клубом «Брентфорд». 3 августа в матче против «Бирмингем Сити» он дебютировал за новую команду. В 2021 году игрок помог клубу выйти в элиту. 13 августа в матче против лондонского «Арсенала» он дебютировал в английской Премьер-лиге. 10 декабря в поединке против «Уотфорда» Понтус забил свой первый гол за «Брентфорд». В 2023 году Янссон вернулся в «Мальмё». Понтус помог команде дважды выиграть чемпионат и завоевать Кубок Швеции.

## Карьера в сборной
18 января 2012 года в товарищеском матче против сборной Бахрейна Янссон дебютировал за сборную Швеции. Летом 2016 года Янссон попал в заявку сборной на участие в чемпионате Европы во Франции. На турнире он был запасным и на поле не вышел. В 2018 году Янссон принял участие в чемпионате мира в России. На турнире он сыграл в матчах против команд Южной Кореи и Англии.
В 2021 году Янссон во второй раз принял участие в чемпионате Европы 2020. На турнире он был запасным и на поле не вышел.

## Достижения
Клубные
 «Мальмё»
- Победитель Аллсвенскан-лиги (5): 2010, 2013, 2014, 2023, 2024
- Обладатель Кубка Швеции: 2023/2024
- Обладатель Суперкубка Швеции: 2013